# Milu
Milu (Elaphurus) – rodzaj ssaków z podrodziny jeleni (Cervinae) w obrębie rodziny jeleniowatych (Cervidae).

## Zasięg występowania
Rodzaj obejmuje jeden żyjący współcześnie gatunek występujący endemicznie w Chińskiej Republice Ludowej.

## Morfologia
Długość ciała 180–210 cm, długość ogona 35 cm, wysokość w kłębie 110–140 cm; masa ciała 140–220 kg.

## Systematyka
Rodzaj zdefiniował w 1866 roku francuski zoolog Alphonse Milne-Edwards w artykule poświęconym nowemu ssakowi z północnych Chin, opublikowanym na łamach Annales des sciences naturelles. Na gatunek typowy Milne-Edwards wyznaczył (oznaczenie monotypowe) milu chińskiego (E. davidianus).

### Etymologia
- Elaphurus: gr. ελαφος elaphos ‘jeleń’; ουρα oura ‘ogon’[10].
- Capreolina: rodzaj Capreolus J.E. Gray, 1821 (sarna); łac. przyrostek -ina ‘należący do, odnoszący się do’[11]. Gatunek typowy (oznaczenie monotypowe): Capreolus (Capreolina) mayai Tokunaga & Takai, 1936 (= Elaphurus davidianus Milne-Edwards, 1866).
- Metaplatyceros: gr. μετα meta ‘obok, tuż przy’[12]; πλατυς platus ‘szeroki’[13]; κερας keras, κερατος keratos ‘róg’[14]. Gatunek typowy (oryginalne oznaczenie): †Metaplatyceros sequoiae Shikama, 1941.
- Elaphuroides: rodzaj Elaphurus Milne-Edwards, 1866; -οιδης -oidēs ‘przypominający’[15]. Gatunek typowy (oryginalne oznaczenie): †Elaphurus shikamai Otsuka, 1968 (= †Cervus (Elaphurus) bifurcatus Teilhard de Chardin & Piveteau, 1930).

### Podział systematyczny
Elaphurus pojawił się w pliocenie na terenach Chińskiej Republiki Ludowej i Japonii. Do rodzaju należy jeden występujący współcześnie gatunek:
- Elaphurus davidianus Milne-Edwards, 1866 – milu chiński

Opisano również gatunki wymarłe:
- Elaphurus akashiensis (Shikama, 1964)[17] (Azja; pliocen).
- Elaphurus bifurcatus (Teilhard de Chardin & Piveteau, 1930)[18] (Azja; plejstocen).
- Elaphurus chinnaniensis Jia Lanpo & Wang Jian, 1978[19] (Azja; plejstocen).
- Elaphurus eleonorae Vislobokova, 1988[20] (Azja; plejstocen).
- Elaphurus formosanus (Shikama, 1937)[21] (Azja; plejstocen).
- Elaphurus lantianensis Chi Hungxiang, 1975[22] (Azja; plejstocen).
- Elaphurus sequoiae (Shikama, 1941)[3] (Azja; pliocen).